# Partido di Baradero
Il partido di Baradero è un dipartimento (partido) dell'Argentina facente parte della Provincia di Buenos Aires. Il capoluogo è Baradero.
Secondo il censimento del 2001 il partido contava una popolazione di 29.562 abitanti, con un aumento del 3,72% rispetto al censimento del 1991.
Il partido comprende le seguenti località principali:
- Baradero (24.901 ab. nel 2001)[2]
- Villa Alsina (1.184 ab.)
- Ireneo Portela (449 ab.)
- Santa Coloma (169 ab.)